# Trevor Howard
Trevor Wallace Howard-Smith, känd som Trevor Howard, född 29 september 1913 i Cliftonville i Margate, Kent, död 7 januari 1988 i Arkley i Barnet i norra London, var en brittisk skådespelare.
Han gjorde scendebut 1934. Under andra världskriget tjänstgjorde han som fallskärmsjägare i First Airborne Division.
Han filmdebuterade 1944 i Ödets män men fick sitt genombrott i den bitterljuva filmen Kort möte (1945), som utspelas på en järnvägsstation i förorten.
Till att börja med hade han huvudsakligen romantiska roller, men övergick sedan till hjälteroller och slutligen karaktärsroller. Under sin karriär spelade han in 80 filmer. Med sin stillsamma, realistiska spelstil var han en av brittisk films mest populära skådespelare. Vid Oscarsgalan 1961 nominerades han till en Oscar i kategorin Bästa manliga huvudroll för rollen i Söner och älskare (1960).
Howard avled i sviterna av en svår influensa och luftrörskatarr.

## Filmografi (i urval)
- 1944 – Ödets män
- 1945 – Kort möte
- 1946 – Mördare i vitt (Green for Danger)
- 1949 – Den tredje mannen
- 1950 – Odette - agent S 23
- 1956 – Fly för livet
- 1956 – Jorden runt på åttio dagar
- 1958 – Nyckeln
- 1960 – Söner och älskare
- 1962 – Myteriet på Bounty
- 1964 – Stora Vargen anropar
- 1965 – Von Ryans express
- 1965 – På främmande mark
- 1965 – Sabotören
- 1968 – De tappra 600
- 1969 – Slaget om England
- 1970 – Ryans dotter
- 1971 – Maria Stuart – drottning av Skottland
- 1972 – Övergreppet
- 1973 – Ludwig
- 1973 – Ett dockhem
- 1976 – Helvetet i skyn
- 1977 – Glöm inte kamelerna
- 1978 – Superman – The Movie
- 1979 – Meteor
- 1980 – Havets vargar
- 1980 – Windwalker - indiankrigaren
- 1982 – Gandhi
- 1986 – Peter den store (miniserie, fyra avsnitt)
- 1987 – Vitt illdåd (White Mischief)